# Чемерзин, Александр Яковлевич
Александр Яковлевич Чемерзин (1830—1916) — инженер-генерал, комендант Бендерской и Ковенской крепостей.

## Биография
Потомок адыгского аристократического рода Шамырзэ из Малой Кабарды, сын чиновника 6-го класса Якова Алексеевича Чемерзина, родился 28 июня (10 июля) 1830 года. Его братья:
- Алексей (1825−1902) — генерал от инфантерии, комендант Бендерской и Ковенской крепостей
- Авенир — полковник лейб-гвардии Сапёрного батальона
- Виктор — генерал-майор
- Яков (?−1887) — отставной генерал-майор

С 21 августа 1845 года был зачислен в Главное инженерное училище, откуда выпущен 26 мая 1849 года прапорщиком в кондукторскую роту при училище. Далее Чемерзин прошёл курс наук в Николаевской инженерной академии, был выпущен по 1-му разряду и 18 августа 1850 года, с производством в подпоручики был принят репетитором по строительному искусству Главного инженерного училища; 18 августа 1851 года произведён в поручики. С 18 июля 1855 года был в училище преподавателем строительного искусства; в конце года стал членом комиссии по укреплению Кронштадта, а 26 января 1856 года был назначен адъютантом генерал-инспектора по инженерной части; 15 апреля 1856 года произведён в штабс-капитаны и вскоре командирован в Германию и Францию.
В 1858—1859 годах Чемерзин был командирован на Кавказ в распоряжение графа Евдокимова и зимой принимал участие в походах против горцев в Чечне. В 1859 году вёл осадные работы против Ведено и участвовал в штурме этого селения. За боевые отличия на Кавказе награждён орденом св. Владимира 4-й степени с мечами и бантом; 17 апреля 1860 года произведён в капитаны, 28 июля 1861 года был зачислен в лейб-гвардии Сапёрный батальон с переименованием в штабс-капитаны гвардии, 30 августа 1862 года снова стал капитаном и 30 августа 1863 года получил чин полковника.
С 15 марта 1866 года — командир 129-го пехотного Бессарабского полка, 25 ноября 1867 года был зачислен по армейской пехоте без должности; 15 февраля 1867 года вошёл в число членов Главного комитета по устройству и образованию войск, также в течение трёх лет состоял в числе штаб-офицеров, положенных по штату при Главном инженерном управлении.
В генерал-майоры, с назначением состоять при генерал-инспекторе по инженерной части, был произведён 30 августа 1873 года. С 20 марта 1874 года был помощником начальника инженеров Санкт-Петербургского военного округа, 5 июня 1881 года назначен заведующим инженерной частью Харьковского военного округа; 15 мая 1883 года произведён в генерал-лейтенанты.
Им было написано сочинение: Турция, ее могущество и распадение. Т. 1. (СПб.: тип. Р. Голике, 1878. — VIII, 351 с., 2 л. карт.)
С 19 октября 1887 года занял должность коменданта Бендерской крепости, 5 ноября 1890 года был назначен начальником 2-й пехотной дивизии, с 31 августа 1892 года был комендантом крепости Ковно; 14 мая 1896 года произведён в инженер-генералы.
Строевую службу оставил 17 июня 1899 года в связи с назначением членом Александровского комитета о раненых; 1 декабря того же года стал попечителем Чесменского инвалидного дома Императора Николая I.
Скончался 25 января (7 февраля) 1916 года, из списков исключён 3 февраля. Похоронен на Митрофаньевском кладбище.
Его сыновья: Борис (1874, Санкт-Петербург — 1942, Ленинград) и Владимир (04.02.1872 — 05.02.1910, С.-Петербург).

## Награды
- Орден Святой Анны 3-й степени (1858 год)
- Орден Святого Владимира 4-й степени с мечами и бантом (1859 год)
- Орден Святого Станислава 2-й степени (1863 год)
- Орден Святой Анны 2-й степени (1865 год, императорская корона к этому ордену пожалована в 1867 году)
- Орден Святого Владимира 3-й степени (1871 год)
- Орден Святого Станислава 1-й степени (1876 год)
- Орден Святой Анны 1-й степени (1879 год)
- Орден Святого Владимира 2-й степени (1889 год)
- Орден Белого орла (1899 года)
- Орден Святого Александра Невского (6 декабря 1904 года, алмазные знаки к этому ордену пожалованы 26 мая 1909 года)
- Орден Святого Владимира 1-й степени (22 марта 1915 года)